# Macaulay Culkin
Macaulay Macaulay Culkin Culkin,nacido como Macaulay Carson Culkin (Manhattan, Nueva York, 26 de agosto de 1980), es un actor y músico estadounidense. Considerado uno de los actores infantiles más exitosos de la década de 1990, Culkin ha recibido una nominación al Globo de Oro y otros galardones. En 2005, ocupó el segundo lugar en la lista de VH1 de las "100 mejores estrellas infantiles". En 2023, recibió una estrella en el Paseo de la Fama de Hollywood.
Culkin ganó reconocimiento por interpretar a Kevin McCallister en la comedia navideña Home Alone (1990), y repitió el papel en Home Alone 2: Lost in New York (1992). Continuó su éxito con la película sobre la mayoría de edad My Girl (1991), la película de suspenso psicológico The Good Son (1993) y las películas de comedia Getting Even with Dad y Richie Rich (ambas de 1994). Se tomó un descanso a partir de 1995 y regresó a la actuación con la película dramática biográfica Party Monster (2003). Culkin apareció en las películas independientes Saved! (2004) y Sex and Breakfast (2007), y dos proyectos de Adam Green: The Wrong Ferarri (2011) y Adam Green's Aladdin (2016). Protagonizó la película de comedia Changeland (2019) y la décima temporada de la serie antológica American Horror Story (2021), y tuvo un papel de voz en el especial de televisión de Kid Cudi, Entergalactic (2022).
Culkin escribió la autobiografía Junior (2006), que describe sus experiencias con el estrellato y su relación con su padre. De 2013 a 2016, fue miembro de la banda de rock cómico Pizza Underground, donde fue el vocalista principal. En 2018, Culkin se convirtió en editor y director ejecutivo de Bunny Ears, un sitio web y pódcast satírico sobre cultura popular.

## Biografía
Macaulay Carson Culkin nació el 26 de agosto de 1980 en el distrito de Manhattan de la ciudad de Nueva York. Culkin fue el tercero de siete hijos de Christopher Cornelius Culkin, un ex actor de teatro, y Patricia Brentrup, nativa de Dakota del Norte. La pareja se conoció en 1974 mientras Brentrup trabajaba como controlador de tráfico en Sundance, Wyoming. Fue el tercero de seis hermanos: hermanos de Culkin incluyen a Shane (nacido en 1976), Dakota (1979-2008), Kieran (nacido en 1982), Quinn (nacido en 1984), Christian (nacido en 1987) y Rory (nacido en 1989). También tuvo una media hermana paterna, Jennifer Adamson (1970-2000).  Su tía paterna es la actriz Bonnie Bedelia. Culkin tiene ascendencia alemana, irlandesa y noruega.
Durante la primera infancia de Culkin, la familia vivía junta en un pequeño apartamento en el barrio de Yorkville en Manhattan y tenía dificultades económicas. Su madre trabajaba como telefonista y su padre era sacristán en una Iglesia católica local. Culkin fue criado como católico romano y asistió a la Escuela St. Joseph de Yorkville durante cinco añosantes de transferirse a la Escuela Profesional para Niños.
Culkin dijo que su padre, Kit Culkin, fue cruel y violento en su infancia. Dijo que sentía que su padre estaba celoso, porque "todo lo que [Kit] intentó hacer en su vida [Macaulay] hizo bien antes de que [él] tuviera 10 años". Los padres de Culkin nunca se casaron; se separaron cuando Culkin era un adolescente, y su madre solicitó la custodia.  Culkin llevó a sus padres a la corte para impedirles que controlaran su fondo fiduciario, que supuestamente valía entre $ 15 y 20 millones.Desde entonces ha estado distanciado de su padre. Los medios informaron que Culkin se había divorciado o emancipado de sus padres; en 2018, Culkin lo negó, diciendo que en cambio había eliminado el nombre de sus padres de su fondo fiduciario y había encontrado un albacea.
En diciembre de 2018 quiso cambiar su segundo nombre Carson, por lo que hizo una encuesta online y sus seguidores decidieron con más de 60 000 votos, por lo que desde enero de 2019 pasó a llamarse Macaulay Macaulay Culkin Culkin.En agosto de 2020, en su 40 cumpleaños, Culkin tuiteó: "Hola chicos, ¿quieren sentirse viejos? Tengo 40. De nada". El tuit se convirtió en el décimo con más 'me gusta' de todos los tiempos.

## Trayectoria profesional

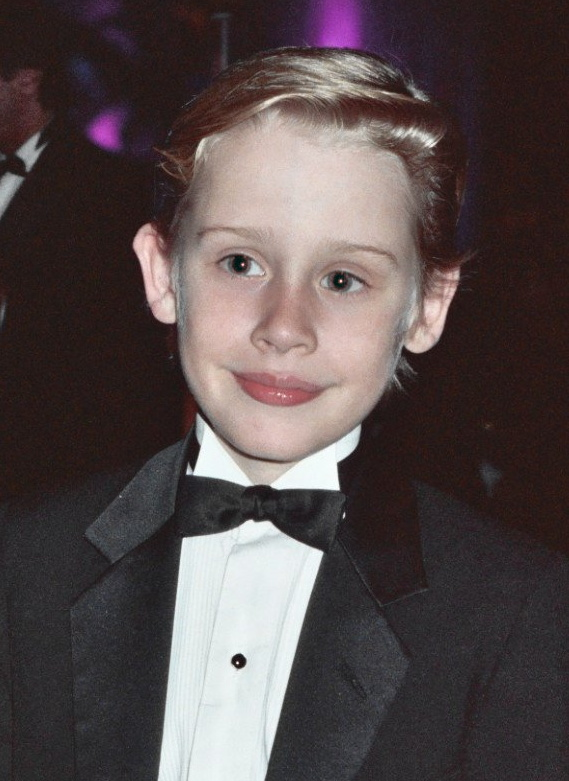
Macaulay Culkin en los Premios Emmy el 25 de agosto de 1991.

El ascenso a la fama de Macaulay se debió principalmente a su papel en la película Home Alone, de Chris Columbus, la cual triunfó de forma internacional en 1990, así como su secuela. Por su interpretación en la película original, obtuvo una nominación al Globo de Oro como Mejor Actor de Comedia o Musical. Gracias a su estrellato, Culkin ganó mucho dinero y se le apodó "Richie Rich", el nombre del personaje de una de sus películas. Macaulay participó con Michael Jackson como el coprotagonista del vídeo llamado Black or White.
Regresó al cine en 2003 con la película Party Monster.
Durante 2005, Culkin tuvo que rendir testimonio en los juicios celebrados contra Michael Jackson, afirmando que las acusaciones que pesaban contra el cantante eran realmente ridículas. Macaulay fue un visitante regular durante los años 1990 (época de su niñez) al rancho de Neverland, la residencia del cantante, pero el actor señaló que nunca existió ningún tipo de abuso o acercamiento indebido por parte de Michael Jackson, fueron grandes amigos y el actor declaró que su niñez, por parte del tiempo que estuvo en Neverland, fue diversión.
En julio de 2016, Culkin apareció en un anuncio de televisión para Compare the Market. En enero de 2018, Culkin lanzó un sitio web de comedia y un pódcast llamado Bunny Ears, que parodiaba otros sitios web de celebridades como Goop de Gwyneth Paltrow. En 2018 y 2019, Culkin hizo apariciones especiales en episodios de la serie web Best of the Worst de Red Letter Media, así como Angry Video Game Nerd, apareciendo como él mismo, como un personaje o como una parodia de sí mismo. En un anuncio para Google Assistant publicado el 19 de diciembre de 2018, Culkin repitió su papel de Home Alone como Kevin McCallister después de 28 años. Recreaba escenas de la película donde McCallister se afeitaba la cara, saltaba sobre la cama y decoraba el árbol de Navidad mientras le pedía al Asistente de Google que le enviara recordatorios. El anuncio rápidamente se volvió viral. En 2019, tuvo un papel en la película Changeland de Seth Green con Brenda Song, que se estrenó el 7 de junio de 2019. En febrero de 2020, el cocreador de American Horror Story, Ryan Murphy, anunció que Culkin es parte del reparto protagonista de la próxima décima temporada de la serie.
El 1 de diciembre de 2023 recibió su estrella en el paseo de la fama de Hollywood.

## Vida personal
Se casó con la actriz Rachel Miner el 21 de junio de 1998 (con 17 años) y se divorciaron el 15 de agosto de 2000. En 2002 inició una relación con la actriz Mila Kunis, con quien compartió su vida durante ocho años, terminando su noviazgo en 2010.
Desde 2017 mantiene una relación con la actriz Brenda Song. El 5 de abril de 2021 tuvieron su primer hijo, un niño llamado Dakota Song Culkin. En enero de 2022 anunciaron su compromiso. En marzo de 2023, tuvieron su segundo hijo, Carson.
El 17 de septiembre de 2004, Culkin fue detenido en Oklahoma por posesión de 17,3 gramos (0,61 onzas) de marihuana y dos sustancias controladas, 16,5 miligramos (0,25 granos) de Alprazolam y 32 miligramos (0,5 gr) de Clonazepam, por lo que fue encarcelado brevemente, y luego puesto en libertad con una fianza de 4000 dólares. Después de ser juzgado en un tribunal con cargos por delitos menores de drogas, él mismo se declaró inocente en el juicio (15 de octubre de 2004 a 9 de junio de 2005), y más tarde modificó su declaración a culpable. Recibió tres condenas de un año con suspensión de pena, y fue condenado en costas a pagar 540 dólares.
Alrededor de la época de la primera película Home Alone, Culkin entabló una estrecha amistad con el cantante Michael Jackson, haciendo una aparición en Black or White (1991), vídeo musical de Jackson. Culkin asistió al entierro de Jackson el 3 de septiembre de 2009. Culkin es también el padrino de los hijos de Jackson, Paris Jackson, Prince y Michael Jr.  En 2020 le dijo a la revista Esquire: "Nunca vi nada; él nunca hizo nada".

## Filmografía

### Cine
| Año  | Película                       | Papel             | Ref.   |
| 1988 | Rocket Gibraltar               | Cy Blue Black     |        |
| 1988 | See You in the Morning         | Billy Livingstone |        |
| 1989 | Uncle Buck                     | Miles Russell     | [ 40 ] |
| 1990 | Home Alone                     | Kevin McCallister | [ 41 ] |
| 1990 | Jacob's Ladder                 | Gabe Singer       | [ 42 ] |
| 1991 | Only the Lonely                | Billy Muldoon     | [ 43 ] |
| 1991 | My Girl                        | Thomas J. Sennett | [ 44 ] |
| 1992 | Home Alone 2: Lost in New York | Kevin McCallister | [ 45 ] |
| 1993 | The Good Son                   | Henry Evans       | [ 46 ] |
| 1993 | The Nutcracker                 | Cascanueces       |        |
| 1994 | The Pagemaster                 | Richard Tyler     |        |
| 1994 | Richie Rich                    | Richie Rich       |        |
| 1994 | Getting Even with Dad          | Timmy Gleason     | [ 47 ] |
| 2003 | Party Monster                  | Michael Alig      |        |
| 2004 | Saved!                         | Roland            | [ 48 ] |
| 2007 | Sex and Breakfast              | James             |        |
| 2011 | The Wrong Ferarri              | Él mismo          | [ 49 ] |
| 2015 | Adam Green's Aladdin           | Ralph             | [ 50 ] |
| 2019 | Changeland                     | Ian               | [ 51 ] |

### Televisión
| Año       | Producción                             | Papel              | Notas                      | Ref.   |
| 1985      | The Equalizer                          | Paul Gephardt      | 1 episodio                 |        |
| 1985      | The Midnight Hour                      | Niño en Halloween  | Telefilme                  |        |
| 1991      | Wish Kid                               | Nicholas McClary   | Voz                        |        |
| 2004      | Foster Hall                            | Clark Hall         |                            |        |
| 2005-2010 | Robot Chicken                          | Varios personajes  | 5 episodios                |        |
| 2009      | Kings                                  | Andrew Cross       | Invitado                   |        |
| 2015–2016 | The Jim Gaffigan Show                  | Él mismo           | 8 episodios                |        |
| 2019      | Dollface                               | Dan Hackett        | Episodio: "History Buff"   |        |
| 2021      | American Horror Story                  | Mickey             | Principal (Double Feature) | [ 25 ] |
| 2022      | The Righteous Gemstones                | Harmon Freeman     | Invitado                   | [ 52 ] |
| 2022      | The Paloni Show! Halloween Special!    | Bailarín (voz)     |                            |        |
| 2022      | Entergalactic                          | Downtown Pat (voz) | Especial de Netflix        |        |
| 2024      | The Second Best Hospital in the Galaxy | Bird Alien (voz)   | Invitado                   |        |
| TBA       | Fallout                                |                    |                            |        |

## Reconocimientos

### Distinciones
- Segundo lugar en la lista de VH1 de 2005, de las "100 mejores estrellas infantiles".
- Estrella en el Paseo de la Fama de Hollywood.[2]

### Premios y nominaciones
| Año                              | Trabajo nominado       | Premio                                          | Resultado              | Ref.                   |                        |
| American Comedy Awards           | American Comedy Awards | American Comedy Awards                          | American Comedy Awards | American Comedy Awards | American Comedy Awards |
| -------------------------------- | ---------------------- | ----------------------------------------------- | ---------------------- | ---------------------- | ---------------------- |
| 1991                             | Home Alone             | Funniest Actor in a Motion Picture              | Ganador                | [ 53 ]                 |                        |
| Chicago Film Critics Association |                        |                                                 |                        |                        |                        |
| 1990                             | Home Alone             | Emerging Actor                                  | Ganador                | [ 54 ]                 |                        |
| Golden Globe Awards              |                        |                                                 |                        |                        |                        |
| 1990                             | Home Alone             | Best Actor – Motion Picture Musical or Comedy   | Nominado               | [ 55 ]                 |                        |
| MTV Movie Awards                 |                        |                                                 |                        |                        |                        |
| 1992                             | My Girl                | Best Kiss compartido con Anna Chlumsky          | Nominado               | [ 56 ]                 |                        |
| 1992                             | My Girl                | Best On-Screen Duo compartido con Anna Chlumsky | Ganador                | [ 56 ]                 |                        |
| 1994                             | The Good Son           | Best Villain                                    | Nominado               | [ 57 ]                 |                        |
| Golden Raspberry Awards          |                        |                                                 |                        |                        |                        |
| 1994                             | Getting Even with Dad  | Worst Actor                                     | Nominado               | [ 58 ]                 |                        |
| 1994                             | The Pagemaster         | Worst Actor                                     | Nominado               | [ 58 ]                 |                        |
| 1994                             | Richie Rich            | Worst Actor                                     | Nominado               | [ 58 ]                 |                        |
| Stinkers Bad Movie Awards        |                        |                                                 |                        |                        |                        |
| 1994                             | Getting Even with Dad  | Worst Actor                                     | Nominado               | [ 59 ]                 |                        |
| 1994                             | The Pagemaster         | Worst Actor                                     | Nominado               | [ 59 ]                 |                        |
| 1994                             | Richie Rich            | Worst Actor                                     | Nominado               | [ 59 ]                 |                        |
| 2003                             | Party Monster          | Worst Actor                                     | Nominado               | [ 60 ]                 |                        |
| Young Artist Awards              |                        |                                                 |                        |                        |                        |
| 1991                             | Home Alone             | Best Young Actor Starring in a Motion Picture   | Ganador                | [ 53 ]                 |                        |